# Huberia minor
Huberia minor är en tvåhjärtbladig växtart som beskrevs av Célestin Alfred Cogniaux. Huberia minor ingår i släktet Huberia och familjen Melastomataceae. Inga underarter finns listade i Catalogue of Life.